# Rivolta tuareg (1990-1995)
Dal 1990 al 1995 si è svolta una rivolta di diversi gruppi tuareg, in Niger ed in Mali, allo scopo di ottenere un'autonomia e poter costituire un loro stato-nazione.
L'insurrezione si verificò in un periodo successivo alla carestia regionale degli anni 1980 e alla susseguente crisi dei rifugiati, in un momento di generalizzata repressione politica e di crisi in entrambe le nazioni. Il conflitto fa parte di una serie di insurrezioni tuareg nella storia coloniale e post-coloniale di queste nazioni. In Niger, è indicato come seconda o terza ribellione tuareg, in riferimento alle ribellioni pre-indipendenza di Ag Mohammed Wau Teguidda Kaocen dei monti Aïr del 1914 (rivolta Kaocen) e il sorgere del Firhoun di Ikazkazan nel 1911, che riapparve in Mali nel 1916. Infatti le confederazioni tuareg nomadi entrarono in conflitto con le sporadiche comunità di sedentari della regione ivi immigrati dal Maghreb tra il VII e il XIV secolo. Alcuni tuareg (ma non tutti) avrebbero voluto la nascita di una nazione tuareg indipendente quando il colonialismo francese fosse finito. Questo, combinato con insoddisfazione per l'operato dei nuovi governi, portò, alcuni tuareg nel nord del Mali, a ribellarsi nel 1963. Questa ribellione fu di breve durata, poiché la risposta militare del nuovo governo del Mali fu rapida e dura.

## Antefatto
Il popolo tuareg costituisce un distinto gruppo di minoranza in tutti i paesi sahariani in cui vivono e la maggioranza in molte regioni del Sahara. In molti casi, i tuareg vennero emarginati dai governi del Sahel o delle coste del Mediterraneo. La desertificazione e la siccità degli anni 1972-74 e 84-85 uccise animali e determinò l'alterazione delle rotte migratorie tradizionali, aumentando i conflitti tra gruppi vicini. Gli aiuti dei governi nazionali furono spesso modesti ad eccezione della Libia. Sia dal Mali che dal Niger un numero elevato di nomadi tuareg fuggirono per rifugiarsi nei campi profughi in Algeria e Libia. Qui, alcuni militanti che incolpavano i rispettivi governi nazionali di non aver aiutato adeguatamente le comunità in difficoltà, iniziarono a mescolarsi e formare dei gruppi ribelli.
Sia il Mali che il Niger, incapaci di far fronte economicamente alla carestia, e afflitti da deboli governi autoritari, affrontarono il dissenso in tutte le comunità. In Mali, il presidente Moussa Traoré, un ex capo militare che era salito al potere con un colpo di Stato nel 1968, stava affrontando una pressione sempre più crescente della povertà, le restrizioni sulla spesa pubblica imposte dal Fondo Monetario Internazionale, la siccità, e gli effetti di venti anni di partito unico. Il 22 marzo 1991 il suo governo venne rovesciato da un altro colpo di Stato militare.
In Niger, il presidente Ali Saïbou, successore militare non eletto del fautore del colpo di Stato del 1974, generale Seyni Kountché, stava affrontando problemi analoghi. Il 9 febbraio 1990, la repressione di una marcia pacifica di studenti a Niamey, presso il Ponte Kennedy vide la morte di almeno tre giovani. Da quel momento, proteste spontanee di studenti e lavoratori iniziarono a colpire membri del governo e dell'esercito in tutto il paese.

### Niger 1985–1990
Nel Niger del nord, la siccità, la crisi economica, e la debolezza politica del governo centrale portarono ad un inizio di opposizione nel 1985. Quell'anno, un certo numero di tuareg in Libia formarono un gruppo politico di opposizione chiamato Fronte Popolare per la Liberazione del Niger (FPLN). Un attacco armato da parte dei membri FPLN in Tchin-Tabaradene determinò la chiusura delle frontiere con la Libia e l'Algeria, e il reinsediamento di migliaia di tuareg e altri nomadi lontano dalla zona. A seguito del peggioramento delle condizioni economiche e politiche crebbero i rancori. Poiché l'aiuto promesso dal governo Ali Saibou, ai tuareg rientrati dall'Algeria, non si concretizzò, alcuni tuareg attaccarono una stazione di polizia a Tchin-Tabaradene nel maggio 1990, provocando la morte di 31 persone, di cui 25 degli attaccanti. Inizialmente la richiesta principale dei ribelli fu il riconoscimento del diritto, per i loro figli, di imparare il Tamashek a scuola, ma presto divenne una richiesta di autonomia. Più tardi, nel maggio 1990, l'esercito rispose arrestando, torturando e uccidendo centinaia di civili tuareg in Tchin-Tabaradene, Gharo e In-Gall . Questo divenne noto come il massacro di Tchin-Tabaradene. L'indignazione dei tuareg scatenò la creazione di due gruppi di ribelli armati: il Fronte per la liberazione di Aïr e Azaouak e il Fronte per la Liberazione della Tamoust.

## Mali

### Guerra civile in Mali, 1990–1996
In Mali, la rivolta ebbe inizio nel 1990, quando i separatisti tuareg attaccarono edifici governativi intorno a Gao. Le rappresaglie condotte dall'esercito del Mali portarono ad una vera ribellione a causa della mancata opportunità di accesso alla carriera militare da parte del popolo tuareg. Il conflitto si acquietò dopo la formazione di un nuovo governo da parte di Alpha Konaré nel 1992. Inoltre, il Mali creò una nuova regione autonoma, la Regione Kidal, e promosse una maggiore integrazione dei tuareg nella società del Mali.
Nel 1994, un gruppo di tuareg, che si reputò fosse stato armato dalla Libia, attaccò Gao determinando, ancora una volta, gravi rappresaglie da parte dell'esercito del Mali e alla creazione della Ghanda Koi, milizia costituita dal popolo Songhai per combattere i tuareg. Ciò determinò l'inizio di una guerra civile in Mali.

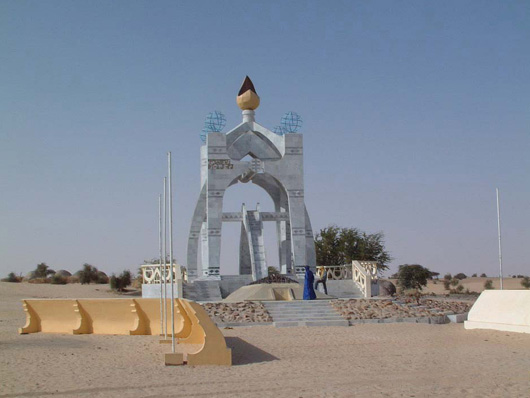
Monumento commemorante cerimonia de "La Flamme de la Paix" a Timbuktu nel 1996.

Nel 1995, moderati di entrambe le parti in causa negoziarono una pace.
Nel 1996 vennero solennemente bruciate le armi a Timbuktu a conclusione simbolica del conflitto. Da allora vennero dati aiuti alle aree tuareg del paese e il separatismo diminuì. La situazione, tuttavia, rimase tesa per i timori di una ripresa del conflitto.

### 1996–2007
I ribelli tuareg del Mali presero parte a una lunga serie di processi di pace. Gli accordi di pace del 1995 che misero fine alla prima ribellione tuareg promettevano il rimpatrio forzato delle comunità tuareg in campi di reinsediamento nel sud del paese e l'opportunità per i tuareg del Mali di accedere al governo centrale di Bamako. A differenza degli ex-combattenti del Niger, che si erano integrati con successo nella vita nazionale, un piccolo numero di tuareg del Mali rimasero contrari lamentandosi della povertà della regione di Kidal, e alcuni vennero coinvolti nel contrabbando transfrontaliero e nella criminalità, mentre una fazione di tuareg ex combattenti insorse nel 2006. Il gruppo 23 Mag 2006 Alleanza democratica per il cambiamento (Mai 23, 2006 Alliance démocratique pour le changement - ADC), condusse una breve campagna sporadica nel nord del Mali, da maggio a luglio 2006, quando venne firmato un accordo di pace con il governo di Bamako. Dopo aver rinnovato il cessate il fuoco, a quanto pare questa forza si frantumò ulteriormente nel 2007.

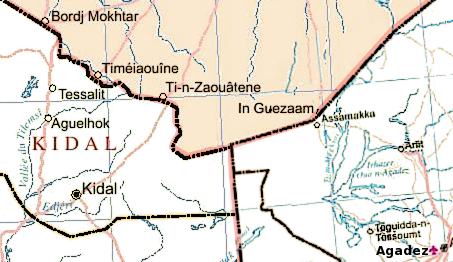
Regione di confine Mali - Niger - Algeria.

Gli attacchi nell'estremo nord-est del Mali iniziarono a crescere in numero e intensità nel mese di agosto del 2007, e secondo alcuni rapporti il gruppo scissionista ADC, guidato dall'ex combattente Ibrahim Ag Bahanga, sostenne che questi attacchi erano formalmente confederati con l'MNJ di stanza in Niger. The L'MNJ negò formalmente ciò, ma testimoni di un sequestro in Mali dichiararono che i ribelli si erano diretti verso il confine con il Niger. L'ex leader dei ribelli del Mali del 1990, comandante Iyad Ag Ghaly, denunciò nel 2007 la violenza e invitò il gruppo Bahanga a cessare gli attacchi offrendosi di negoziare a nome del governo di Bamako. Indipendentemente dalla connessione con la seconda ribellione tuareg del 2007 in Niger, le piccole dimensioni delle forze coinvolte nelle violenze del Mali del 2007, e l'ampio supporto ricevuto dagli accordi di pace del 1995 e del 2006 tra i leader tuareg del Mali, dipinsero un quadro di un grande processo di pace nella regione.

## Niger

### Accordi di pace 1990-1995
In Niger continuarono sporadici combattimenti nell'area nord dei monti Air dal 1990. Il centro turistico di Agadez, la città mineraria di uranio di Arlit (in gran parte sfruttata dalla multinazionale francese Areva), e la tradizionale città commerciale tuareg di In-Gall vennero evacuate degli stranieri e armate dall'esercito del Niger. Gli attacchi furono pochi, la risposta inefficace, ma ne risultò un grande danno economico che rese il dipartimento di Agadez in gran parte off-limits agli estranei.
I due principali gruppi ribelli del Niger accettarono una tregua nel 1994, proprio mentre la guerra si riaccendeva in Mali. I due gruppi operanti in Niger crearono due organizzazioni ombrello chiamate Organizzazione della resistenza armata - Niger (Organization de Resistance Armee, ORA) e Resistenza armata coordinata - Niger (Coordinasion de Resistance Armee, CRA), e continuarono una serie di trattative con il governo, punteggiate da combattimenti su entrambi i fronti. Il CRA firmò un accordo nell'ottobre 1994, ma nel 1995 era, ancora una volta, in conflitto con il governo. L'ORA negoziò un accordo di pace nell'aprile 1995 ma venne respinto dal CRA.
 Mano Dayak, negoziatore CRA e capo dei ribelli tuareg nella regione del Ténéré, morì in un sospetto incidente aereo nel 1995, mentre si recava ad un incontro con i negoziatori del governo.
Infine, il governo raggiunse accordi di pace con tutti i tuareg il 15 aprile 1995 (e alcuni gruppi di ribelli Toubou) in un negoziato a Ouagadougou. Questi "accordi di Ouagadougou" segnarono la fine della maggior parte dei combattimenti, anche se l'ultimo gruppo armato firmò solo nel 1998. Sin dai tardi anni 1990, i tuareg andarono sostenendo la mancata attenzione e penuria di risorse da parte del governo centrale. Il governo accettò di assorbire alcuni ex ribelli nell'esercito e, con l'aiuto francese, aiutò gli altri a tornare ad una vita produttiva e civile. Alcune polemiche sorsero intorno ai leader tuareg integrati nel governo, con l'arresto del Ministro del Turismo Rhissa ag Boula nel 2004 e la sua assoluzione, nel luglio 2005, dall'accusa di coinvolgimento in un omicidio politico. I tuareg del Niger continuano a seguire da vicino le attività di sviluppo economico del governo, in particolare in materia del fiorente turismo dei monti Aire e l'industri dell'uranio di Arlit.

### Una pace difficile 1995–2007
Nel primo decennio del XXI secolo continuarono sporadici attacchi, rivendicati da gruppi tuareg e toubou del Revolutionary Armed Forces of the Sahara, ma secondo la stampa avevano poco supporto dalla comunità tuareg. Quali che fossero i sentimenti della comunità più ampia dei tuareg in Niger, nel 2007 si registrò una rottura completa delle relazioni tra ex combattenti e il governo. Una forza unificata degli ex combattenti iniziò attacchi contro gli interessi del governo e delle miniere del nord e rinnegò gli accordi del 1995. Questo segnò l'inizio della seconda ribellione tuareg.
Il Niger Movement for Justice (Mouvement des Nigériens pour la justice, MNJ) era apparentemente guidato da Aghaly ag Alambo, un ex membro del Front de libération de l'Aïr et de l'Azawagh (FLAA) e Mohamed Acharif ex capitano dell'esercito del Niger che aveva sconfitto i ribelli nel maggio 2007.
Poche informazioni sulle motivazioni o sul cambiamento di politica dei gruppi di ribelli stanziati in Niger erano a conoscenza del pubblico nell'estate del 2007, al di fuori delle dichiarazioni della MNJ e del governo nigerino. Il governo del Niger ascrisse questi attacchi all'opera di "banditi" di piccola scala a bande dedite al traffico di droga, ipotizzando che "interessi stranieri" (Areva, in particolare) stessero finanziando le forze ribelli. Tre giornali del Niger, che avevano l'interesse della Libia dietro il gruppo di ribelli, vennero minacciati di azioni legali da parte del governo libico. D'altra parte, le dichiarazioni dell'MNJ ritrassero il loro movimento pro-Niger (al contrario del nazionalismo tuareg) e limitato alla richiesta di riforme economiche, politiche e ambientali.
I ribelli del Niger dichiararono che il loro governo non era riuscito ad onorare gli accordi di pace del 1995, che avevano posto termine alla prima ribellione tuareg, non dando seguito alla promessa di cedere una quota maggiore delle ricchezze minerarie della regione. I capi dei tuareg del Niger e alcune organizzazioni non governative sostennero che le violenze del febbraio 2007 erano state il culmine della disaffezione diffusa tra i tuareg, ex-combattenti per la lentezza dei benefici previsti, la mancanza di istituzioni democratiche, e il percepito stato speciale dato agli interessi minerari stranieri e ai leader politici meridionali.

## Gruppi ribelli

### Gruppi tuareg del Mali
Numerosi gruppi di ribelli furono attivi in Mali durante la rivolta:
- Arab Islamic Front of Azawad (FIAA)
- Movimento Popolare per la Liberazione dell'Azauad (MPLA o MPA)
- Esercito Rivoluzionario dell'Azauad (ARLA)
- Fronte di Liberazione Popolare dell'Azauad (FPLA)
- Fronte Nazionale di Liberazione dell'Azauad (FNLA)
- Autonomous Group of Timitrine
- Fronte di Liberazione Autonomo dell'Azauad (FULA)
- Patriotic Movement of Ganda Koye (MPGK)

La maggior parte di questi gruppi, nel 1991, si unirono formando i Fronti e Movimenti Uniti dell'Azauad (FMUA).

### Gruppi tuareg del Niger
- Front for the Liberation of Aïr and Azaouak (FLAA)
- Front for the Liberation of Tamoust (FLT), diretto da Mano Dayak